# 驕
驕（きょう、（梵: mada、マダ））は、仏教が教える煩悩のひとつ。正しくは「憍」。
自己満足。おのれの性質（美貌・若さ・血統・学識など）を優れたものと考えて自己に執着する心のおごり。自らの身を非常に勢い盛んな人間であると思いて，驕りまた誇り、自らの欲するままに思い上がるような心である。
説一切有部の五位七十五法のうち、小煩悩地法の一つ。唯識派の『大乗百法明門論』によれば随煩悩位に分類され、そのうち小随煩悩である。